# Ptiolina latifrons
Ptiolina latifrons är en tvåvingeart som beskrevs av Akira Nagatomi 1986. Ptiolina latifrons ingår i släktet Ptiolina och familjen snäppflugor. Inga underarter finns listade i Catalogue of Life.